# Molophilus (Molophilus) banahaoensis
Molophilus (Molophilus) banahaoensis is een tweevleugelige uit de familie steltmuggen (Limoniidae). De soort komt voor in het Oriëntaals gebied.